# Prime Video
Prime Video (vorher Amazon Video und Amazon Instant Video) ist ein Onlinevideothek- und Video-on-Demand-Angebot des US-amerikanischen Onlineversandhandels Amazon, das durch den Zusammenschluss aus Amazon Prime und der von Amazon betriebenen Onlinevideothek Lovefilm am 26. Februar 2014 entstand.

## Entstehung

Logo von 2015 bis 2018

Amazon Deutschland vereinigte im Jahr 2014 das Angebot Amazon Prime, das gegen Gebühr eine Lieferung am nächsten Tag sowie die Einsparung von Versandkosten bei einem Bestellwert von unter 20 Euro versprach, mit der im Februar 2006 von Amazon Deutschland gekauften Onlinevideothek Lovefilm. Das neue Angebot ging unter dem Namen „Amazon Instant Video“ online. 2015 wurde das Angebot in „Amazon Video“ umbenannt. Seit Februar 2018 vermarktet Amazon jegliche Video-Inhalte, unabhängig von kostenlosen oder kostenpflichtigen Angeboten, unter dem Namen „Prime Video“.
Bis zum Februar 2017 bündelte Amazon Deutschland unter dem Namen Amazon Video mehrere Angebote, die teilweise nur für „Prime“-Kunden und teilweise für alle mit einem Amazon-Kundenkonto verfügbar waren. Dazu gehörten die Kategorien Amazon Video, in der es Filme und Serien zum Ausleihen und Streamen bzw. digital zu kaufen gab, Amazon Prime Video, in der Inhalte gebündelt waren, die in der Amazon-Prime-Mitgliedschaft inkludiert waren, und Amazon Channels, das Pay-TV-Angebot von Amazon.

## Prime Video Channels
Prime Video Channels ist ein Pay-TV-Angebot für Nutzer, die über ein Amazon-Prime-Abo verfügen. Es kann nur über das Internet empfangen werden. Dafür ist das Angebot im Vergleich zu anderen Anbietern sehr flexibel. Alle angebotenen Kanäle können einzeln abonniert und monatlich gekündigt werden. Jeder Kanal kann zudem bis zu 30 Tage kostenlos getestet werden.
- alleskino
- Animation Digital Network
- aniverse
- Arthouse CNMA
- Auto Motor und Sport
- BBC Player
- Bergblick
- Bloody Movies
- BluTV
- Cirkus
- Comedy Central
- Crime + Investigation Play Channel
- Crunchyroll
- Discovery Channel
- E! Entertainment
- Eurosport 2 XTRA
- Eurosport Player
- Fernsehen mit Herz
- Filmtastic
- Fix & Foxi
- Flimmerkiste
- Full Moon Features
- Geo Television
- Good!Movies
- Gute Laune TV HD
- Historamae
- Home of Horror
- Horse & Country TV HD
- Kabel Eins Classics
- Kixi Select
- Krimi
- MGM
- Motorvision TV
- MTV+
- MUBI
- Nautical Channel HD
- Netzkino Select
- Okidoki
- ProSieben Fun
- realeyz
- RTL Crime
- RTL Living
- Sat.1 emotions
- Shudder
- Silverline HD
- Sony AXN
- Sony Channel
- Sportdigital HD
- Starzplay
- Stingray Classica
- Sundance Now Channel
- Syfy Horror
- Terra X
- Turk on Video
- TV1000 Russian Kino Channel
- Waidwerk
- Watch4+
- Wild West
- ZDF Herzkino
- ZDF Krimi
- ZDF select
- ZDFtivi
- Zeit Akademie Selection

## Eigenproduktionen
Seit 2013 stellen die Amazon Studios im Auftrag von Amazon jährlich mehrere Pilotfolgen her, die bei Prime Video zur Verfügung gestellt und von den Nutzern bewertet werden können. Die Serien, deren Pilotfolgen die meisten positiven Bewertungen erhalten, werden produziert.

## Funktionsweise des Video-on-Demand-Dienstes
Zum Streamen von Inhalten nutzt Prime Video die Microsoft-Silverlight-Technologie und die Infrastruktur von Akamai. Die Inhalte werden durch Googles Widevine-DRM kopiergeschützt. Einige Inhalte sind in hochauflösender Qualität vorhanden. Zur Wiedergabe dieser HD-Inhalte wird eine Internetverbindung mit mindestens 3,5 MBit/s sowie eine HDCP-Unterstützung aller Geräte benötigt. Die Wiedergabe von SD-Inhalten benötigt mindestens eine 900 kBit/s schnelle Verbindung. Seit 2015 unterstützt der Dienst auch die Videowiedergabe via HTML5 in den Browsern Firefox (ab Version 47), Google Chrome, Internet Explorer 11, Microsoft Edge, Opera (ab Version 31) und Safari (ab Version 5).
Ausgewählte Filme und Serien können mit der Amazon Video App auf iOS-Geräte, Android-Geräte, Fire-Tablets (außer erste Generation), sowie auf Fire Phones heruntergeladen werden.

## Unterstützte Geräte
Prime Video kann unter Windows, macOS, Linux, Google Chrome OS, Android (inkl. Fire-Tablets), iOS, Apple TV, Sky Q und einigen Spielkonsolen sowie internetfähigen Fernsehgeräten und Blu-ray-Disc-Abspielgeräten genutzt werden.
Die Wiedergabe von HD-Inhalten ist nicht auf den Kindle-Tablets der ersten Generation sowie bei Wiedergabe über den Desktop-Computer nur auf Windows und macOS, nicht aber auf Linux möglich. FSK-18-Inhalte können erst durch die Einrichtung einer vierstelligen PIN-Eingabe, die eine Verifikation des Alters des Accountbesitzers durch Eingabe der Personalausweisnummer einschließt, freigeschaltet und gestreamt werden.
Seit August 2015 ist es für Android-Geräte möglich, Filme und Serien auch über das Mobilfunknetz und FSK-18-Inhalte zu streamen. Ursprünglich war das Streamen nur über WLAN möglich.

## Internationale Angebote
Prime Video gibt es seit September 2006 in den Vereinigten Staaten, seit November 2013 in Japan und seit Februar 2014 im Vereinigten Königreich.

## Kritik
Amazon hat im Februar 2024 im regulären Abo Werbung eingeführt. Seitdem müssen Nutzer ihr Abonnement für 2,99 € im Monat zusätzlich upgraden, um keine Werbung vor und während Filmen und Serien zu sehen. Anders als z. B. Netflix oder Disney+ hat Prime Video damit nicht eine neue, günstigere Abo-Option mit Werbung eingeführt, sodass Nutzer aktiv wechseln müssen, sondern Werbung in das reguläre Abo eingefügt. Das sorgt für massive Kritik unter den Nutzern. Insbesondere die Einblendung von Werbung während des laufenden Programms wird als störend empfunden, auch die Menge der Werbung wird kritisiert.
Die Verbraucherzentrale hält die Einführung darüber hinaus für rechtswidrig, weil der bestehende Vertrag mit den Kunden verändert wurde. Ein bestehendes Vertragsverhältnis könne jedoch nur mit Einverständnis aller Vertragsparteien geändert werden, die jedoch nie abgefragt wurde. Betroffene können sich deshalb einer Sammelklage der Verbraucherzentrale anschließen, um bei Erfolg ihre Abogebühren erstattet zu bekommen. Eine Unterlassungsklage wurde ebenso eingereicht. Die Verfahren sind noch nicht abgeschlossen (Stand: August 2024).